# Mohamed Ben Rehaiem
Mohamed Ben Rehaiem (ur. 20 marca 1951 w Safakisie, zm. 21 sierpnia 2020) – tunezyjski piłkarz występujący na pozycji pomocnika. Uczestnik Mistrzostw Świata 1978.

## Kariera klubowa
Podczas Mistrzostw Świata 1978 reprezentował barwy klubu Club Sportif Sfaxien. Grał też w saudyjskim Al-Nassr i emirackim Al-Ain FC.

## Kariera reprezentacyjna
W reprezentacji Tunezji uczestniczył w zakończonych sukcesem eliminacjach Mistrzostw Świata 1978. Na Mundialu wystąpił we wszystkich trzech meczach grupowych z: reprezentacją Meksyku, reprezentacją RFN i reprezentacją Polski.